# Praia de Buraquinho
A praia de Buraquinho localiza-se no município de Lauro de Freitas, município do estado brasileiro da Bahia. Nela está a foz do rio Joanes, o que faz dela um "porto natural". Anteriormente havia uma vila de pescadores no local, mas ainda há atividade pesqueira. Como medida de combate à disseminação, a praia foi interditada durante a pandemia de COVID-19 no Brasil. Também é palco da Festa de Iemanjá e atração turística no município.